# Acuera mimica
Acuera mimica är en insektsart som beskrevs av Delong och Freytag 1974. Acuera mimica ingår i släktet Acuera och familjen dvärgstritar. Inga underarter finns listade i Catalogue of Life.